# Old Ways
| Recensione       | Giudizio |
| ---------------- | -------- |
| AllMusic         |          |
| Piero Scaruffi   |          |
| Robert Christgau | B        |
| Kerrang!         |          |

Old Ways è un album discografico di musica country tradizionale pubblicato da Neil Young nel 1985 per l'etichetta Geffen Records.

## Tracce
1. The Wayward Wind (Stan Lebowsky e Herbert Newman) – 3:12
2. Get Back To The Country – 2:50
3. Are There Any More Real Cowboys? – 3:03
4. Once An Angel – 3:55
5. Misfits – 5:07
6. California Sunset – 2:56
7. Old Ways – 3:08
8. My Boy – 3:37
9. Bound for Glory – 5:48
10. Where is the Highway Tonight? – 3:02

## Formazione
- Neil Young: chitarra, banjo-chitarra, armonica a bocca, voce
- Waylon Jennings: chitarra, voce
- Willie Nelson: chitarra, voce
- Rufus Thibodeaux: violino
- Ben Keith: pedal steel guitar, dobro
- Tim Drummond: basso
- Karl Himmel: batteria
- Joe Allen: basso
- Ralph Mooney: pedal steel guitar
- Hargus "Pig" Robbins: piano
- Gordon Terry: violino
- Joe Osborne: basso
- Anthony Crawford: mandolino, voce
- Terry McMillan: armonica a bocca, arpa
- Béla Fleck: banjo
- Bobby Thompson: banjo
- David Kirby: chitarra
- Grant Boatwright: chitarra
- Johnny Christopher: chitarra
- Ray Edenton: chitarra
- Gove Scrivenor: autoharp
- Farrell Morris: percussioni
- Marty Stuart: mandolino
- Carl Gorodetzky: violino
- Spooner Oldham: piano
- Larry Byrom: voce
- Rick Palombi: voce
- Doana Cooper: voce
- Denise Draper: voce
- Gail Davies: voce
- Betsy Hammer: voce
- Pam Rose: voce
- Janis Oliver-Gill: voce
- Mary Ann Kennedy: voce
- Kristine Oliver-Arnold: voce
- Leona Williams: voce
- Sezione archi:
  - Carl Gorodetsky, leader
  - George Binkley
  - John Borg
  - Roy Christensen
  - Virginia Christensen
  - Charles Everett
  - Larry Harvin
  - Mark Hembree
  - Lee Larrison
  - Betty McDonald
  - Dennis Molchan
  - Pamela Sixfin
  - Mark Tanner
  - David Vanderkooi
  - Gary Vanosdale
  - Carol Walker
  - Stephanie Woolf